# Sergio Markarián
Sergio Apraham Markarián Abrahamián (* 1. November 1944 in Montevideo) ist ein uruguayisch-argentinischer Fußballtrainer.

## Sportlicher Werdegang
Der in Montevideo geborene Markarián wuchs als Nachfahr armenischer Einwanderer in Argentinien auf, kehrte aber zum Studium nach Uruguay zurück und arbeitete dort für eine Ölfirma. Nachdem er als Jugendlicher Fußball gespielt und dies vor dem Studium aufgegeben hatte, wurde während der Weltmeisterschaftsendrunde 1974 aufgrund des Totalen Fußballs der niederländischen Nationalmannschaft das Interesse neu geweckt und er strebte eine Trainerkarriere an. Zunächst war er im Jugendbereich beim Club Atlético Bella Vista tätig und gewann dort zweimal die Nachwuchsmeisterschaft, so dass er zum Cheftrainer der Wettkampfmannschaft befördert wurde. 1976 gewann er mit dem Zweitligisten die Segunda División und stieg in Primera División auf. 1980 übernahm er den Trainerposten beim Ligakonkurrenten Danubio FC, anschließend war er bis zur Rückkehr für den Zweitligisten River Plate Montevideo tätig. 
Ab 1983 war Markarián lange Zeit in Paraguay angestellt und gewann mit der Mannschaft von Club Olimpia zweimal den Meistertitel der Primera División. Anschließend betreute er die Ligakonkurrenten Club Sol de América und Club Cerro Porteño, ehe er die paraguayische U-21-Auswahlmannschaft übernahm und als U-23-Nationalmannschaft zu den Olympischen Sommerspielen 1992 führte. Als Gruppenzweiter hinter Schwedens U-23-Mannschaft erreichte man das Viertelfinale, in dem sich Ghana nach Verlängerung durchsetzte. 
1993 folgte Markarián einem Angebot von Universitario de Deportes aus Peru, in der Primera División gewann er in seinem ersten Amtsjahr den Meistertitel. Ab 1996 war er für den Ligakonkurrenten Sporting Cristal tätig, wo er ebenso auf Anhieb die Meisterschaft gewann. Anschließend reüssierte er mit der Mannschaft in der Copa Libertadores und stand im Wettbewerb 1997 im Endspiel, das der brasilianische Vertreter Cruzeiro Belo Horizonte nach einem 0:0-Unentschieden im Hinspiel durch einen 1:0-Rückspielerfolg nach einem Treffer Elivéltons gewann. 
1998 wechselte Markarián nach Europa und war für den griechischen Klub Ionikos Nikea tätig, wo er den Klub als Tabellenfünfter der Alpha Ethniki 1997/98 in den UEFA-Pokal 1998/99 führte. Er kehrte jedoch nach Südamerika zurück, um paraguayischer Nationaltrainer zu werden. Bei der Copa América 2001 blieb die Auswahl jedoch ohne Sieg und schied damit in der Gruppenphase aus, so dass er durch Cesare Maldini ersetzt wurde. Anschließend kehrte er als Trainer von Panathinaikos Athen nach Griechenland zurück. Zwar erreichte er das Viertelfinale der UEFA Champions League 2001/02, in dem man sich trotz 1:0-Heimerfolgs nach einer 1:3-Rückspielniederlage dem FC Barcelona geschlagen geben musste, als Tabellendritter der Spielzeit 2002/03  blieb er ohne Titel und trat von seinem Amt zurück. Nachdem Nachfolger Fernando Santos nach vier Monaten zurückgetreten war, holte ihn der Klub zurück. Lange Zeit führte er mit dem Klub die Tabelle an, ehe die Mannschaft in den letzten beiden Spielen noch von Olympiakos Piräus abgefangen und nur Vizemeister wurde. Itzhak Shum trat seine Nachfolge an, nach kurzer Pause übernahm er 2004 Iraklis Thessaloniki. 
2005 ging Markarián zurück nach Paraguay, wo er den Club Libertad trainierte und zweimal den Meistertitel gewann. Daraufhin verpflichtete ihn der mexikanische Klub Cruz Azul, wo er nach einem Jahr sich mit der Vereinsführung überwarf und durch Benjamín Galindo beerbt wurde. Nach einem Engagement beim chilenischen Klub CF Universidad de Chile kehrte er zum Danubio FC zurück, ehe er 2010 die peruanische Nationalmannschaft übernahm. Hatte die Mannschaft unter Vorgänger José del Solar die Qualifikation für die Weltmeisterschaft 2010 als Letzter der Südamerikaqualifikation verpasst, führte er sie bei der Copa América 2011 ins gegen Uruguay verlorene Halbfinale, mit einem 4:1-Erfolg gegen Venezuela holte sie jedoch angetrieben von Torschützenkönig Paolo Guerrero die Bronzemedaille. Jedoch verpasste die Auswahl auch unter seiner Leitung die WM-Qualifikation für das Turnier 2014, so dass er im Oktober 2013 zurücktrat.
Im Februar 2015 übernahm Markarián die griechische Nationalmannschaft, trat aber nach einer 1:2-Niederlage gegen die Färöer im Rahmen der später als Schlusslicht beendeten Qualifikation zur EM-Endrunde 2016 bereits nach seinem zweiten Länderspiel wieder zurück. 